# Lettera a Chesterfield

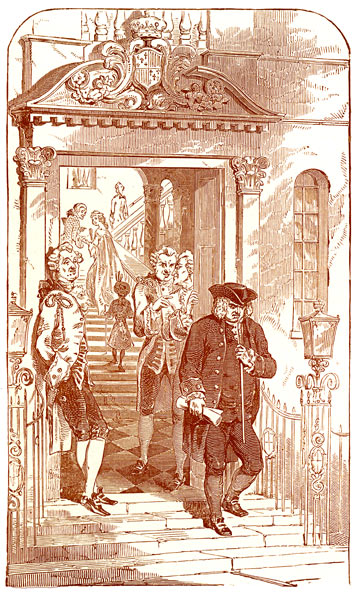
Il Dr Johnson lascia la dimora di Lord Chesterfield.

La Lettera a Chesterfield (febbraio 1755) è stata la risposta di Samuel Johnson a quella che alcuni ritennero essere l'opportunistica approvazione di A Dictionary of the English Language da parte di Lord Chesterfield. Anche se Chesterfield appoggiò la Proposta per il Dizionario inviatagli da Johnson, non fece alcunché per favorire la riuscita del Dizionario fino a sette anni dopo il suo iniziale interessamento nel progetto. Improvvisamente, Chesterfield scrisse due "adulatori" articoli a sostegno del Dizionario. Johnson si vide costretto a scrivere una lettera accusando Chesterfield di fornire aiuto quando ormai non era più necessario.
Alcuni sostengono che la lettera suscitò parecchio clamore nel mondo letterario dell'epoca quando Johnson la rese pubblica e sin da allora è stata oggetto di commenti critici: venne descritta come la "dichiarazione di indipendenza" della letteratura.
Tuttavia, la reazione di Chesterfield alla lettera fu inaspettata: elogiò l'ingegno di Johnson e la sua capacità di scrittore dopo averla letta per la prima volta. Johnson non avrebbe mai creduto che Chesterfield avesse reagito favorevolmente al contenuto della lettera; trascorsero anzi alcuni anni, prima che Chesterfield e Johnson si riconciliassero.

## Antefatto
Johnson iniziò a compilare il suo Dizionario nel 1746 e, nonostante il gruppo di librai che aveva commissionato il lavoro gli avesse versato per le spese una somma di £1.575, Johnson cercò anche delle sottoscrizioni fra gli aristocratici protettori dei letterati. Uno degli aristocratici destinatari della richiesta fu Lord Chesterfield, un noto mecenate. Johnson fece visita a Chesterfield ma, come ci riferisce lo scrittore, fu tenuto per parecchio tempo in anticamera e quando finalmente venne ricevuto fu trattato in modo sbrigativo da Chesterfield. Chesterfield fece recapitare £10 a Johnson ma non offrì alcun altro sostegno nei sette anni che servirono per compilare il Dizionario. Successivamente tra i due si instaurò un certo grado di reciproca garbata antipatia, Chesterfield considerava Johnson alla pari di un "rispettabile Ottentotto, che non sa nemmeno portarsi un boccone di carne alla bocca" e "rozzo nei modi". Johnson, a sua volta, disprezzava sia i natali che l'intelletto di Chesterfield: "Io pensavo che quest'uomo fosse un Lord fra persone argute; ma scopro che è solo un bello spirito fra i Lord."

## La lettera

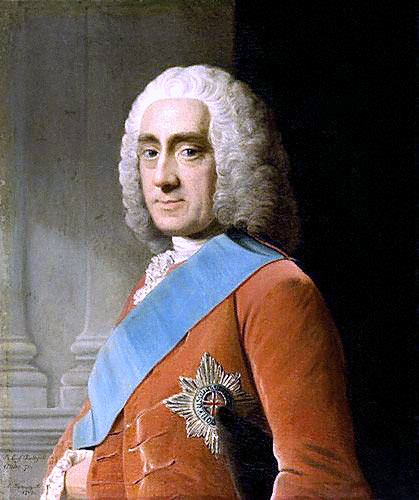
Philip Lord Chesterfield

Dopo sette anni dal primo incontro con Johnson per la disamina dell'opera, Chesterfield fece stampare su The World due articoli anonimi con i quali raccomandava il Dizionario. Si lamentava della carenza di struttura nella lingua Inglese e sosteneva che:
"In tempi di confusione dobbiamo ricorrere all'antico espediente dei Romani, scegliere un dittatore. Sulla base di questo principio, io do il mio voto al signor Johnson per svolgere questo importante e oneroso compito."
Johnson, tuttavia, non gradì il tono dell'articolo e si convinse che Chesterfield non aveva rispettato gli obblighi come mecenate dell'opera. Johnson scrisse una lettera in cui espresse il suo parere in merito:
"Sette anni, illustrissimo signore, sono ormai trascorsi da quando attesi nelle vostre anticamere oppure fui respinto dalla vostra porta, durante questi anni ho portato avanti il mio lavoro attraverso difficoltà delle quali è ormai inutile lamentarsi e sono giunto alla vigilia della pubblicazione dell'opera senza ricevere un aiuto, una parola di incoraggiamento o un cenno di approvazione. Non mi aspettavo un tale trattamento, perché mai ho avuto un mecenate prima...Che mecenate è, mio signore, colui che guarda con indifferenza un uomo che lotta per sopravvivere fra i flutti e quando poi questi ha raggiunto la riva lo imbarazza con la sua ormai inutile offerta di aiuto? Il piacere da voi espresso per il mio lavoro, sarebbe stato ben accetto solo se fosse stato formulato in tempo: ma è giunto tardivo, quando non sapevo più che farmene; quando non c'era più nessuno con cui condividerlo; quando, ormai io conosciuto, non lo desideravo più."
Chesterfield non si offese per il contenuto della lettera, ma invece restò impressionato dal suo tono. Dopo averla letta non la cestinò bensì la lasciò aperta su un tavolo a disposizione degli ospiti che volessero leggerla, e, secondo Robert Dodsley, affermò "Quest'uomo è dotato di grande autorità" e quindi "sottolineò i passaggi più duri osservando con quale stile erano formulati." Adams riferì a Johnson quanto aveva detto Chesterfield e Johnson rispose, "Non è Lord Chesterfield, bensì l'uomo più orgoglioso che esista", a queste parole Adams rispose, "No, c'è almeno una persona così orgogliosa; io penso, secondo quanto mi hai riferito, che sia tu dei due l'uomo più orgoglioso." Johnson, per concludere, disse, "Ma il mio era un orgoglio difensivo." Alcuni anni dopo, i due si riconciliarono ed una lettera di Chesterfield "ammorbidì il Cuore dello Scrittore di quella Filippica epistolare."

## Commenti alla lettera
La Lettera a Chesterfield ha continuato ad essere commentata da alcuni dei più noti critici e scrittori dalla sua pubblicazione sino ad oggi. Nel 1853, Thomas Carlyle, nella sua biografia di Johnson ha proclamato la sua importanza::
(Thomas Carlyle)
Nel ventesimo secolo, Alvin Kernan ha scritto che la Lettera a Chesterfield
(Alvin Kernan)
Tuttavia, sarebbe sbagliato pensare che la lettera sia stata scritta per rabbia o come una semplice risposta di nessun conto. Invece, alcuni critici sostengono che Johnson si venne a trovare nella situazione ambigua "di un uomo che stava per dichiarare, in una Prefazione forse già scritta, che la sua grande opera era stata scritta senza la 'protezione dei grandi." In buona sostanza, un non addetto ai lavori avrebbe pensato che il lavoro si era svolto continuamente sotto l'egida di Chesterfield.